# Seznam italijanskih striparjev
Seznam italijanskih striparjev.

## B
- Sergio Bonelli (ps. Guido Nolitta)
- "Bunker" - Luciano Secchi

## M
- "Magnus" (Roberto Raviola)
- Milo Manara
- Ginafranco Manfredi?
- Lorenzo Mattotti

## P
- Andrea Pazienza (1956-1988)
- Hugo Pratt (1927-1995): Corto Maltese

## R
- Roberto Raviola - "Magnus" (1939-1996): Alan Ford

## S
- Luciano Secchi - "Bunker": Alan Ford
- Paolo Eleuteri Serpieri

## T
- Davide Toffolo (*1965)